# Yuriko Fuchizaki
Yuriko Fuchizaki (渕崎ゆり子?, Fuchizaki Yuriko; Tokyo, 5 dicembre 1968) è una doppiatrice giapponese. Diplomata in belle arti presso la Nihon University, la Fuchizaki è membro dell'agenzia Re-max. Dal 1987 agli inizia del 1989 ha lavorato utilizzando il suo vero nome (渕崎有里子), la cui pronuncia è però la stessa.
I ruoli della Fuchizaki variano da quelli di ragazzi giovani a quelli di ragazza o donna. Fra i personaggi più celebri da lei doppiati si possono citare Retsu di Let's & Go - Sulle ali di un turbo, Ibuki Yagami di Maison Ikkoku, Kazuma di Ojarumaru, Ri Kōran di Sakura Wars, Anthy Himemiya di Utena la fillette révolutionnaire e Loki in Mythical Detective Loki Ragnarok.
Ha iniziato a recitare all'età di dieci anni, doppiando film per l'agenzia Group Midori. Il suo debutto come doppiatrice di anime è avvenuto nel 1984 con il ruolo di Kishin Shinokawa in Evelyn e la magia di un sogno d'amore.

## Ruoli interpretati

### TV anime
- Anmitsu Hime (Miko Doll, Manju)
- Aoi Blink (Rakururu)
- Carried by the Wind: Tsukikage Ran (Sakura)
- Ekubo Ouji (Ekubo)
- Esper Mami (Female Student A, Noriko Momoi)
- Fruits Basket (Hiro Sohma)
- Power of Hope: Pretty Cure Full Bloom (Michiru Kiryū, Mupu)
- Pretty Cure Splash☆Star (Michiru Kiryū, Mupu)
- Ghost Sweeper Mikami (Chiho) ※episodi 8-9
- Gunslinger Girl (Patricia)
- Kazemakase Tsukikage Ranl*
- Legendz (Haruka Hepburn)
- Let's & Go - Sulle ali di un turbo (Retsu Seiba)
- Mahō no angel Sweet Mint (Waffle, Tact)
- Maison Ikkoku (Ibuki Yagami)
- Mythical Detective Loki Ragnarok (Loki)
- Nurse Angel Ririka SOS (Dewey)
- Obocchama-kun (Tsuyako Tamanokoshi)
- Oishinbo (Yōko Nishino)
- Ojarumaru (Kazuma Tamura)
- Osomatsu-kun (1988 version) (Rose Spirit)
- Panzer World Galient (Chururu)
- Sandy dai mille colori (Keshimaru)
- Patlabor (Satoru) ※Episode 16
- Evelyn e la magia di un sogno d'amore (Kishin Shinokawa)
- Utena la fillette révolutionnaire (Anthy Himemiya)
- Rurouni Kenshin (Sanosuke Sagara (child))
- Sailor Moon S (Cyprine)
- Sakura Wars TV (Ri Kōran)
- Tasuke, the Samurai Cop (Kintarō Ninomiya)
- The Three Musketeers (Mimi) ※Episode 33
- Zenki (Itsuko Nasu)

### OVA
- Bastard!! (Rushe Renren)
- Gunbuster (Kimiko Higuchi)
- Oh, mia dea! (Megumi Morisato)
- Plastic Little (Tita)
- Sol Bianca (June)

### Film
- Oh, mia dea! The Movie (Megumi Morisato)
- Akira (Kaori)
- Kiki - Consegne a domicilio (Ket)
- Utena la fillette révolutionnaire - The Movie: Apocalisse adolescenziale (Anthy Himemiya)
- Pretty Cure Splash☆Star - Le leggendarie guerriere (Mupu)
- Eiga Pretty Cure All Stars DX - Minna tomodachi Kiseki no zenin daishūgō! (Mupu)
- Eiga Pretty Cure All Stars DX 2 - Kibō no hikari Rainbow Jewel wo mamore! (Mupu; Michiru Kiryū)
- Eiga Pretty Cure All Stars DX 3 - Mirai ni todoke! Sekai wo tsunagu Niji-iro no hana (Mupu)

### Videogiochi
- Arc the Lad III (Theo)
- Azure Dreams (Patty, Weedy)
- Dragon Force (Reinhart of Tradnor)
- EVE Burst Error (Misumi Kagawa)
- EVE Burst Error Plus (Misumi Kagawa)
- Kingdom Hearts (Wendy Darling)
- Klonoa 2: Lunatea's Veil (Leorina)
- Klonoa Beach Volleyball (Leorina)
- Puyo Puyo Fever 2 (Sig)
- Sakura Wars (Ri Kōran)
- Shōjo Kakumei Utena: Itsuka Kakumeisareru Monogatari (Anthy Himemiya)
- Sword of the Berserk (Puck)
- Super Adventure Rockman (Cut Man, Ice Man)